# Agencia de Seguridad Nacional
La Agencia de Seguridad Nacional (en inglés: National Security Agency o, por sus siglas, NSA) es una agencia de inteligencia a nivel nacional del Departamento de Defensa de los Estados Unidos, bajo la autoridad del Director de la Inteligencia Nacional. La NSA es responsable del monitoreo, recopilación y procesamiento global de la información y datos para fines de inteligencia y contrainteligencia nacionales y extranjeros, y está especializada en una disciplina conocida como inteligencia de señales (SIGINT). La NSA también tiene la tarea de proteger las redes de comunicaciones y los sistemas de información de Estados Unidos.
Fue creada en secreto el 4 de noviembre de 1952 por el presidente Harry S. Truman como sucesor de la Armed Forces Security Agency (AFSA). Su existencia no fue revelada hasta la década de 1970 en el marco de una serie de investigaciones del Comité Selecto del Senado de Estados Unidos realizadas para depurar responsabilidades dentro de las agencia de espionaje estadounidenses tras una serie de abusos y escándalos.
La agencia se dedica a mantener la seguridad de los sistemas del estado estadounidense. Las operaciones de la NSA han sido motivo de críticas y controversias al descubrirse el espionaje y vigilancia al que sometió a prominentes figuras en las protestas contra la guerra de Vietnam y su espionaje económico y a diversos líderes. Los documentos sobre programas de vigilancia secreta sacados a la luz por Edward Snowden en 2013 demostraron que la NSA intercepta las comunicaciones de unos mil millones de personas en todo el mundo y vigila las comunicaciones de los teléfonos móviles de cientos de millones de personas, situándola como uno de los principales responsables de la red de vigilancia masiva. En Estados Unidos, recopila y almacena los registros de llamadas de todos los estadounidenses.

## Organización
Administrada como parte del Departamento de Defensa, la agencia está dirigida por un oficial de tres estrellas (un teniente general o bien un vicealmirante). La NSA es un componente clave de la Comunidad de Inteligencia de Estados Unidos, que está encabezada por el director de la Inteligencia Nacional.
El Servicio Central de Seguridad o CSS (del inglés Central Security Service) es el encargado de servir de enlace y combinar las acciones de la NSA con las fuerzas armadas, que sirve de apoyo a la NSA.

## Marcos de actuación
Para realizar su misión actúa en dos vertientes:
- Proteger y mantener la seguridad de la información privada gubernamental (COMSEC). En este marco por ejemplo desde 2008, la NSA ha puesto en marcha un sistema para ayudar a supervisar las redes informáticas de las agencias federales de Estados Unidos para protegerlos ante cualquier ataque
- Recopilar información que el gobierno considere interesante sobre comunicaciones extranjeras (SIGINT). Aunque por ley la recopilación de datos de inteligencia de la NSA se limita a las comunicaciones extranjeras, ha habido numerosos informes que aseguran que la agencia no siempre cumple esta restricción.

El problema de este objetivo es que, en muchas ocasiones, para evaluar si es interesante o no cierta información, es necesario conocerla. Parece ser que esto ha llevado a la Agencia a desarrollar tecnologías (por ejemplo, ECHELON o PRISM) que se encargan de capturar de forma masiva información para luego analizarla y obtener aquellos datos que le son interesantes. Pero el problema puede ir más allá ya que muchas veces una información que parece no relevante se hace relevante con el tiempo. Por esta razón parece ser que la NSA utiliza tecnologías Big data para almacenar todos esos datos y analizarlos para extraer información relevante.

## Instalaciones
La oficina central de la Agencia de Seguridad Nacional está en Fort Meade, Maryland, aproximadamente a 33 km al noreste de Washington D. C. Debido al nombre de esta ubicación y a las extraordinarias medidas de seguridad que tienen las instalaciones, esta oficinas son conocidas como El fuerte. El recinto tiene su propia salida a la carretera Baltimore-Washington, señalizada como «Sólo para empleados de la NSA».
La escala de las operaciones de la NSA es difícil de determinar a partir de los datos no clasificados, pero una pista es el uso de electricidad de la oficina central. El presupuesto de la NSA para electricidad excede los 21 millones de dólares por año, haciéndolo el segundo mayor consumidor de electricidad del estado de Maryland. Las fotos han mostrado que hay aproximadamente 18 000 plazas de aparcamiento en el lugar, aunque se cree que el número de empleados en la NSA puede doblar este número, los cuales están esparcidos por todo el mundo.[cita requerida]
Su programa de comunicaciones seguras para el gobierno ha implicado a la NSA en la producción de hardware y software de comunicaciones y de semiconductores (hay una planta de fabricación de chips en Fort Meade), en la investigación criptográfica y en contratos con la industria privada para suministrarle artículos, equipo y la investigación que no está preparada para desarrollar.

## Cooperación con otras agencias
Para cumplir con su tarea de recopilar inteligencia de señales, la NSA coopera con agencias asociadas de más de 35 países de todo el mundo. Estas relaciones se basan en acuerdos bilaterales secretos, pero también hay algunos grupos selectos en los que se comparte información de inteligencia de manera multilateral, como por ejemplo Five Eyes, la NATO Advisory Committee on Special Intelligence (NACSI), SIGINT Seniors (tanto el europeo, SSEUR, como la del pacífico, SSPAC) o el Afghanistan SIGINT Coalition (AFSC).

## Acontecimientos importantes
Debido a la naturaleza y al tipo de trabajo que se desarrolla en la NSA, no es posible establecer una historia completa de esta organización. Sin embargo sí es posible marcar líneas de actuación y ciertos acontecimientos o hitos importantes que han estado vinculados a la misma gracias a documentos desclasificados o filtraciones.

### Creación e inicios
- 4 de noviembre de 1952: Creación. La NSA fue creada por el presidente Harry S. Truman en secreto y sin informar al Congreso a través de la directiva Communications Intelligence Activities. Esta directiva se mantendría secreta durante cerca de 30 años.[5] En 1975 el Comité Church del Senado de Estados Unidos reveló su existencia.[6]

### Guerra Fría
- septiembre de 1960: Deserción de Martin y Mitchell. En septiembre de 1960 los agentes de la NSA William Hamilton Martin y Bernon Ferguson Mitchell huyen a la Unión Soviética y revelan información secreta como por ejemplo la misión y actividades de la NSA, la violación del espacio aéreo de otras naciones y la interceptación y descifrado de comunicaciones secretas hasta de sus propios aliados.
- Desde mediados de los años 40 (todavía era la AFSA) hasta mediados de los años 1970: Desarrollo del Proyecto SHAMROCK, programa que revisaba y almacenaba el contenido de cada telegrama que entraba o salía de los Estados Unidos,[5] y del Proyecto MINARET, que revisaba y almacenaba todos los mensajes electrónicos para aquellas personas o entidades estadounidenses que estaban en una lista de sospechosos proporcionadas por otras agencias.[7] Estos proyectos fueron cerrados por el Congreso en 1975 como consecuencia del informe del Comité Church.[5][8]
- Desde los años 50 hasta mediados de los años 1970: Impone en el mundo de la criptografía el llamado Criptosecretismo. La NSA en estos años impone el secreto sobre el mundo de la criptografía gracias a los recursos económicos y de poder que tiene a su disposición.
- En 1972 el presidente Richard Nixon crea el Servicio Central de Seguridad o CSS (del inglés Central Security Service). El CSS es una agencia del Departamento de Estado de los Estados Unidos cuya misión es servir de enlace y coordinar las acciones de la NSA y la comandancia del Servicio Criptológico de Componentes de las Fuerzas Armadas de los Estados Unidos (siglas SCC, del inglés Service Cryptologic Component). La NSA/CSS dirige el ámbito de la criptología en el Gobierno de Estados Unidos.[9]
- Mediados de los años 1970: Intervención en el Data Encryption Standard (DES). La NSA colaboró con IBM en el que finalmente sería el algoritmo estándar de cifrado Data Encryption Standard. La NSA 'garantizó' la seguridad del algoritmo a cambio de imponer la longitud de clave de 56 bits (estimada como demasiado débil), de prohibir la revelación de las justificaciones en el diseño (para que otros no pudieran aprender como evitar el criptoanálisis diferencial que se mantenía en secreto), de que el algoritmo sólo se vendiera en hardware (chips) y de controlar como se comercializaría el producto en el extranjero.[10]
- 1982: La NBS emitió una solicitud para un estándar de algoritmo de criptografía de clave pública. La RSA DAta Security Incorporated estaba interesada en convertir RSA en estándar federal pero la NSA no. Finalmente el plan para establecer el estándar fue archivado.[11]
- 1982-1992: Confrontación entre, las organizaciones gubernamentales (inteligencia y seguridad nacional) que quieren mantener el control de la criptografía y por otro lado los defensores de la privacidad, sectores académicos y empresas privadas vinculadas a las nuevas tecnologías, donde se desarrollan avances públicos sobre criptografía, que quieren poner a disposición del gran público y/o explotar comercialmente estos nuevos conocimientos. Acontece una lucha por el control de la criptografía[12]
- 1984: La NSA lanza su proyecto Commercial COMSEC Endorsement Program. Justificándose en que el uso masivo del DES podría provocar que una agencia hostil organizase un ataque a gran escala, intentan implantar un nuevo sistema de cifrado basado en la implantación de módulos hardware en los sistemas. Los algoritmos implantados en estos módulos eran secretos e incluso las claves eran generadas y distribuidas por la NSA. Toda la seguridad se basaba en la confianza en la NSA. Las entidades, en general, rechazaron el sistema y prefirieron quedarse con sistemas basados en el DES.[10][13]

### Década de 1990
- Años 80-90: Sospechas de la inclusión de puertas traseras en hardware criptográfico de Crypto AG.[5][14] Crypto AG es una empresa en la que poco a poco muchos países confían para proteger sus secretos. Sin embargo, parece ser que, desde los años 50,[15][5] algunas de esas máquinas disponen de puertas traseras que permiten acceder a la información. No hay información verificada sobre la existencia de estas puertas traseras. Lo que hay son diversas fuentes y sucesos que apuntan hacia dicha existencia:
  - Parece ser que aproximadamente a mediados de los 80 llegan a la Unión Soviética informaciones sobre la existencia de puertas traseras en las máquinas de Crypto AG. Hay dos teorías sobre la procedencia de estas revelaciones. Unas apuntan a la venta por parte de Israel de información obtenida a través de Jonathan Pollard. Otras fuentes apuntan a la posibilidad de que la información llegara a través de las revelaciones obtenidas del espía Aldrich Ames.[16]
  - En 1992 el gobierno de Irán arresta al vendedor de Crypto AG Hans Buehler acusado de espionaje y le tiene en prisión durante 9 meses. Finalmente es liberado cuando la empresa Crypto AG paga al gobierno iraní una fianza de un millón de dólares. Semanas más tarde la compañía despide a Buehler e insiste en que le devuelva el dinero. Buehler relata su experiencia en su libro Verschlüsselt. Relata que al principio no sabe nada del tema pero después de hablar con varios empleados de la compañía llega a la conclusión de que algunas máquinas que vendía estaban amañadas.
  - En 1995 un ingeniero suizo hace revelaciones sobre el tema a Scott Shane bajo la condición de no revelar las fuentes. En sus revelaciones explica como hacer material criptográfico con puertas traseras.[17] En el mismo artículo Shane revela, nombrando a un testigo, que la criptógrafa de la NSA Nora L. Mackebee tuvo una reunión con empleados de Crypto AG para hablar sobre el diseño de nuevas máquinas criptográficas.

- 1990-1994: Promoción por parte de la NSA de esquemas de depósitos de claves para que los distintos estamentos del estado de Estados Unidos puedan acceder al contenido de las comunicaciones.[1] Como consecuencia se fomentó el uso del chip Clipper.

### SigloXXI
- Comienzos del siglo XXI: Reestructuración, reorientación y ampliación. Se estima[18] que cuando sucedieron los atentados del 11 de septiembre de 2001 la NSA tenía unos 38 000 empleados en Estados Unidos y otros 25 000 en el extranjero. A partir del 11S hay recortes fundamentalmente alentando jubilaciones. En particular se prescinde de recursos orientados a la forma tradicional de recopilar y procesar información. Por ejemplo se prescinde de muchos lingüistas especialistas en lenguajes soviéticos y especialistas en radiofrecuencias. Además hay una reorientación y se invierte en recopilar información por medio de sistemas que no implican ataques matemáticos directos a sistemas tradicionales de cifrado. Se invierte en la implantación y explotación de puertas traseras, captación de emisiones electromagnéticas y ataques de hacking. Estas serán las fuentes principales de información. A partir de 2004 la plantilla va creciendo de forma constante. En 2010, se funda el Cibercomando con el que la NSA trabajará en estrecha colaboración. De hecho ambos organismos tienen la misma sede y el mismo director.[5] La Oficina de Operaciones de Acceso Individualizado (conocido por las siglas TAO del inglés Tailored Access Operations), creada en 1997 y perteneciente a la NSA, tiene como misión reunir informaciones sobre objetivos extranjeros entrando a escondidas en sus ordenadores y sistemas de telecomunicaciones, descifrando contraseñas, desarmando los sistemas de seguridad informática que los protegen, robando los datos almacenados, monitorizando el tráfico de datos… La TAO es también responsable de desarrollar las técnicas que permitirían al Cibercomando realizar sus funciones centrando sus objetivos a partir de la información recopilada por toda la NSA. Parece ser que la TAO es hoy el departamento más grande dedicado a la SIGINT de la NSA. Está compuesta por más de 1000 hackers, analistas de información, especialistas en seleccionar objetivos, diseñadores de computadoras y programas e ingenieros eléctricos, tanto civiles como militares.[19][20]

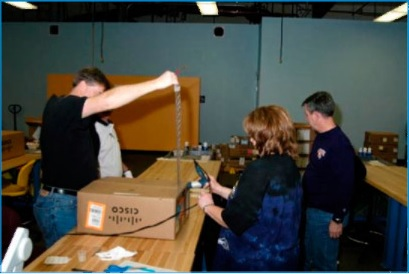
Taller de la NSA donde se introduce de manera clandestina hardware y software en ordenadores y otro dispositivos interceptados a través del correo ordinario, para una mejor vigilancia de individuos seleccionados

- En diciembre de 2002, el The New York Times revela al público que el presidente George Bush secretamente autorizaba a la NSA escuchar comunicaciones dentro y fuera de Estados Unidos para buscar evidencias de actividad terrorista sin ningún tipo de autorización judicial.[9] USA Today también informó que secretamente se habían almacenado grabaciones de decenas de millones de llamadas de telefónicas usando los proveedores de datos AT&T, Verizon y BellSouth.[9] Todas estas revelaciones indicaban que el presidente se podría haber saltado la legalidad vigente (Ley de Vigilancia de la Inteligencia Extranjera de 1978). Inicialmente el presidente se negó a contestar a las acusaciones pero finalmente reconoció haber autorizado a la NSA a realizar escuchas en el marco del Programa de Vigilancia Terrorista, TSP (del inglés Terrorist Surveillance Programm) para interceptar comunicaciones internacionales dentro y fuera de Estados Unidos para personas relacionadas con organizaciones terroristas. Además afirmaba que no era necesario ninguna orden judicial por parte de la FISA ya que el Congreso le daba la autoridad para usar la necesaria fuerza para proteger a los estadounidenses.[21] Para neutralizar posibles consecuencias legales, el 10 de julio de 2008 Bush firma, para que entre en vigor, una ley de enmiendas a FISA aprobada por el Congreso, de mayoría demócrata, que otorga inmunidad con efectos retroactivos a las compañías de comunicaciones que habían participado en las escuchas siempre que éstas pudieran demostrar que habían recibido para ello una solicitud del gobierno. Con esta ley, además, no se requiere que los oficiales federales que investiguen espionaje interno y terrorismo tengan que cumplir con las mismas garantías que otros perseguidores de criminales. En lugar de ello se establece un requerimiento separado y menos exigente para operaciones de seguridad nacional. Antes de esta ley el gobierno tenía que satisfacer ante el FISC que había una probable causa para creer que la persona objetivo estaba directa o indirectamente conectada con un poder extranjero, y que el objetivo podía ser encontrado si el sujeto era monitorizado. Sin embargo con las nuevas enmiendas se expandían las habilitaciones del gobierno para conducir actividades de monitorización. Se reducían las responsabilidades de supervisión del FISC y se eliminaban los previos requerimientos que requerían especificar y particularizar a objetivos concretos.[22] La NSA sólo tiene la obligación de presentar sus directrices generales ante el FISC una vez al año. Estas directrices determinan los objetivos del año —los criterios se limitan a indicar que la vigilancia «ayude a legitimar la recogida de inteligencia extranjera» y entonces recibe la autorización global para proceder—.[23] Con esta autorización puede obligar a las empresas de telecomunicaciones y de Internet norteamericanas a colaborar. Además la ley permite la intervención de emergencia durante siete días sin orden de ninguna clase. Esta intervención de emergencia continúa mientras se tramita la solicitud y mientras están pendientes las apelaciones.[9][24] Las enmiendas de FISA 2008 tenían un periodo de vigencia finalizado el cual quedaban sin validez. Sin embargo han sido renovadas sucesivamente.[25]

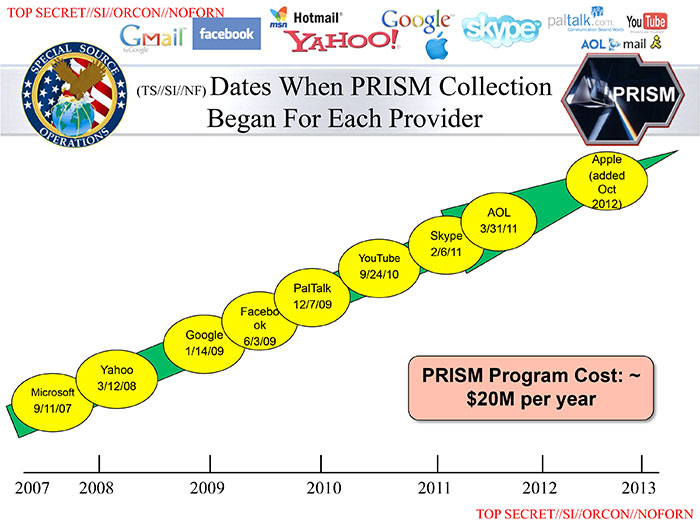
Presentación secreta filtrada de la NSA sobre su programa de espionaje PRISM, en la imagen aparecen por orden cronológico las empresas colaboradoras de la agencia (2013).

- Junio de 2010: Desclasificación de documentos que confirman la ya muy sospechada existencia de UKUSA, un tratado de colaboración de los servicios de inteligencia de Estados Unidos (la NSA), Reino Unido (el GCHQ), Canadá, Australia y Nueva Zelanda. Su origen fue la colaboración entre británicos y estadounidenses en la Segunda Guerra Mundial. En marzo de 1946 firman el acuerdo BRUSA y finalmente el UKUSA en 1946. La alianza fue posteriormente abierta a tres países más: Australia, Canadá y Nueva Zelanda, y se conformó el llamado Club de los cinco ojos. Bajo UKUSA los servicios de inteligencia comparten casi todo y nunca señalan como objetivos a ciudadanos de uno u otro país sin permiso. Bajo este ámbito se ubica el programa ECHELON que permiten a las agencias realizar vigilancia tecnológica, y así supuestamente monitorizar las comunicaciones telefónicas, de fax y de tráfico de datos de todo el globo. Se ha acusado a esta red de recopilar información que es aprovechada por las empresas de los países implicados para así conseguir ventaja sobre sus competidores (espionaje industrial).[26][27][28][5]
- Mayo de 2013: Revelaciones de Edward Snowden. En mayo de 2013, Edward Snowden, trabajador del contratista de defensa Booz Allen Hamilton que trabajaba para la NSA, huye de Estados Unidos y revela distintas prácticas de espionaje realizadas por la NSA:
  - Espionaje masivo. Para ello revela que la NSA desarrolla distintos sistemas o programas de investigación, como Bullrun, MUSCULAR, Boundless Informant, PRISM, XKeyscore o Unified Targeting Tool, cuyo objetivo es recopilar, procesar y dejar disponible información masiva.
  - Espionaje selectivo realizado a millones de civiles entre ellos importantes personalidades de un amplio número de países, incluso importantes aliados de Estados Unidos. Por ejemplo, revela que la NSA interceptó, almacenó y analizó las comunicaciones electrónicas y telefónicas de Dilma Rousseff, presidenta de Brasil y Felipe Calderón, expresidente de México.[29][30]
- Enero de 2014: Se devela que la NSA intercepta ordenadores comprados en línea para instalarle software de espionaje y hardware.[31] Igualmente, instala añadidos a diversas aplicaciones móviles de uso extendido (como Angry Birds o Google Maps) para espiar a sus usuarios.[32]

## En la cultura popular
Película
- Sneakers (película de 1992)

Literatura
- Gloria Naylor, 1996, Third World Press, 2005.[33]